# Eccoptopus longitarsis
Eccoptopus longitarsis là một loài ruồi trong họ Asilidae. Eccoptopus longitarsis được Macquart miêu tả năm 1838.